# Милан Савић (фудбалер)
Милан Савић (19. мај 2000) је српски и босанскохерцеговачки професионални фудбалер који игра на позицији крила . 
Савић је своју професионалну каријеру започео у Чукаричком.

## Каријера

### Рана каријера
Савић је двоју каријеру започео у свом родном клубу Радник из Бијељине, пре него што се 2014. године придружио омладинској школи српског клуба Црвена звезда из Београда. Године 2018. прешао је у омладинску екипу белгијског клуба Мехелен . 
Савић је потписао уговор са Чукаричким  у јануару 2020. године. Дебитовао је као професионалац против Инђије 6. јуна у 20. години. 
Дана 11. септембра постигао је свој први професионални гол.  2025. потписао је уговор са ФК Слога Меридијан. 

## Међународна каријера
Савић је Босну и Херцеговину предстваљао на свим омладинским нивоима. 